# Dmitri Oustinov
Pour les articles homonymes, voir Oustinov.
Dmitri Fiodorovitch Oustinov (en russe : Дмитрий Фёдорович Устинов), né le 17 octobre 1908 à Samara (Empire russe) et mort le 20 décembre 1984 à Moscou (Union soviétique), est un ingénieur, homme politique et militaire soviétique. Il est ministre de la Défense et maréchal de l'Union soviétique.

## Biographie
Dmitri Oustinov naît le 17 octobre 1908 à Samara, alors dans l'Empire russe. Il fait ses études à Leningrad (actuellement Saint-Pétersbourg) et sort diplômé en 1934 de l'Institut militaire de mécanique (en).
D'abord ouvrier dans la construction, il devient directeur d'une usine d'armement. Il est nommé en 1941 par Joseph Staline commissaire du peuple aux armements, avant que son poste change de nom, pour devenir en 1946 celui de ministre de l'Armement, puis en 1953 ministre de l'Industrie de défense. Dmitri Oustinov est chargé en 1941 du déplacement vers l'Est des usines d'armements afin de les maintenir hors de portée des Allemands engagés dans l'opération Barbarossa. 
Après 1952, il est membre à part entière du Comité central du PCUS, avant d'être promu par Nikita Khrouchtchev. Il est toujours chargé de l'industrie d'armement soviétique. En 1965, il est candidat à l'entrée au Politburo. Dmitri Oustinov est nommé ministre de la Défense de l'Union soviétique de 1976 en remplacement d'Andreï Gretchko, devenant du même coup membre du Politburo et maréchal de l'Union soviétique. Il occupe ces fonctions jusqu'à sa mort en 1984. 
Durant les années 1970, il joue un rôle dans les négociations américano-soviétiques sur la Maîtrise des armements. Par la suite, il organise notamment l'invasion de l'Afghanistan par l'Armée soviétique en 1979. Il prévoit l’acheminement de 75 à 80 000 hommes afin que l’opération soit menée à bien. La plupart d’entre eux, au moins durant les premières semaines de l’intervention, ne doivent pas être des Russes, mais des soldats originaires des pays frontaliers du nord de l’Afghanistan, partageant les mêmes coutumes et tout particulièrement la religion. En effet, inquiets de la réaction de la population afghane à l’intervention, les dirigeants soviétiques espèrent que l’envoi de telles troupes sera mieux accepté par les Afghans, témoignage de la méfiance et de la crainte qui continuent d’animer les dirigeants soviétiques.
Il meurt le 20 décembre 1984 à Moscou, à l'âge de 76 ans. Son épouse est décédée en 1975.

## Hommages
La ville d'Ijevsk est brièvement (1984-1987) nommée Oustinov en son honneur. L'établissement où il a étudié est renommé « Université technique de l'État balte nommée d'après D. F. Ustinov ».